# Сергеев, Аркадий Михайлович
Арка́дий Миха́йлович Серге́ев (род. 6 февраля 1986 года в Омске) — российский фигурист выступавший в танцах на льду с Натальей Михайловой.

## Карьера

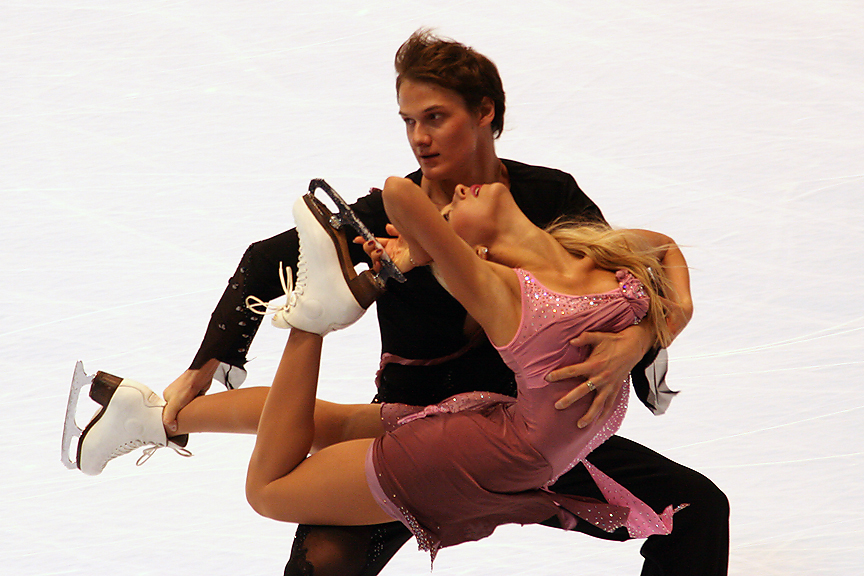
Наталья Михайлова и Аркадий Сергеев на турнире Skate America в 2006 году

Наталья и Аркадий стали выступать вместе с 2000 года. Их первым тренером была Ксения Румянцева. Первые шесть лет пара выступала только в юниорах. Перед дебютным «взрослым» сезоном пара сменила тренера, перейдя к Александру Жулину. После того как из-за травмы Аркадия они вынуждены были пропустить чемпионат России 2007, дуэт распался.
Наталья встала в пару с Андреем Максимишиным, а Аркадий принимал участие в телешоу «Танцы на льду. Бархатный сезон» на канале РТР, где выступал в паре с актрисой Анастасией Микульчиной.
В сезоне 2008—2009 Аркадий вернулся в любительский спорт и снова стал выступать с Натальей Михайловой. На Мемориале Ондрея Непелы они стали третьими. На чемпионате России 2009 года смогли занять только шестое место. После такого результата пара снова распалась.
С 2009 по 2011 Аркадий работал помощником тренера у Светланы Ляпиной.
С 2011 года проживает в США, работает тренером.

## Личная жизнь
В октябре 2011 Аркадий Сергеев женился. 25 апреля 2012 в США у него родился сын Максим.

## Спортивные достижения
| Соревнования                        | 2000—2001 | 2001—2002 | 2002—2003 | 2003—2004 | 2004—2005 | 2005—2006 | 2006—2007 | 2008—2009 |
| ----------------------------------- | --------- | --------- | --------- | --------- | --------- | --------- | --------- | --------- |
| Чемпионаты мира среди юниоров       |           |           | 6         | 4         | 5         | 2         |           |           |
| Чемпионаты России                   |           |           |           |           |           |           |           | 6         |
| Чемпионаты России среди юниоров     | 7         | 5         | 3         | 1         |           |           |           |           |
| Этапы Гран-при: Skate Canada        |           |           |           |           |           |           | 8         |           |
| Этапы Гран-при: Skate America       |           |           |           |           |           |           | 10        |           |
| Мемориал Ондрея Непелы              |           |           |           |           |           |           |           | 3         |
| Финалы юниорского Гран-при          |           |           | 7         | 4         | 4         | 4         |           |           |
| Этапы юниорского Гран-при, Хорватия |           |           |           |           |           | 1         |           |           |
| Этапы юниорского Гран-при, Словакия |           |           |           |           |           | 1         |           |           |
| Этапы юниорского Гран-при, Германия |           |           |           |           | 1         |           |           |           |
| Этапы юниорского Гран-при, Китай    |           |           |           |           | 2         |           |           |           |
| Этапы юниорского Гран-при, Япония   |           | 4         |           | 1         |           |           |           |           |
| Этапы юниорского Гран-при, Мексика  |           |           |           | 1         |           |           |           |           |
| Этапы юниорского Гран-при, Канада   |           |           | 1         |           |           |           |           |           |
| Этапы юниорского Гран-при, США      |           |           | 4         |           |           |           |           |           |
| Этапы юниорского Гран-при, Польша   |           | 7         |           |           |           |           |           |           |
| Этапы юниорского Гран-при, Чехия    | 11        |           |           |           |           |           |           |           |
| Этапы юниорского Гран-при, Франция  | 7         |           |           |           |           |           |           |           |